# Geretsberg
Geretsberg è un comune austriaco di 1 128 abitanti nel distretto di Braunau am Inn, in Alta Austria.